# 1964年夏季残疾人奥林匹克运动会马耳他代表团
1964年夏季残疾人奥林匹克运动会马耳他代表团是马耳他派出的1964年夏季残疾人奥林匹克运动会代表团。获得2枚铜牌。